# Margelchopf
Der Margelchopf, der Hausberg der Grabser, ist 2163 Meter  hoch und Kulminationspunkt der nordöstlichsten Nebenkette der Alviergruppe im Schweizer Kanton St. Gallen.

## Lage und Charakter des Berges
Dank der guten Erreichbarkeit und der schönen Aussicht, vor allem in das Rheintal, ist er neben dem Alvier der bekannteste und der am häufigsten besuchte Gipfel der Gruppe. Trotz seiner geringen Höhe (2162,9 m ü. M. laut Landeskarte) ist der Margelchopf ein eindrucksvoller, mächtiger Berg der im Rheintal hoch über dem Bezirk Werdenberg thront.
Das ausgedehnte Rasenplateau auf dem Gipfel (fast 100 m lang, in NW-SO-Richtung) ist in dieser Grösse sehr selten, es ist allseitig von einem Felsgürtel umgeben, der namentlich gegen Norden wuchtig und steil abfällt. Nur von Süden her ist er leicht zugänglich.

## Aufstieg
- Die einfachste Route (T2 gemäss SAC-Wanderskala) führt vom Buchser Malbun über den Sisitzgrat von Süden auf den Margelchopf.
- Eine anspruchsvolle Wanderroute mit Kletterstellen (T4) verläuft über den Nordwestgrat.
- Ganz Wagemutige steigen über die Nordostkante oder – nicht zu empfehlen – über die Ostflanke auf.
- Winter: Viele Tourenskifahrer nutzen bei wenig Schnee die Gelegenheit, vom Sisitzgrat einen Abstecher auf den Margelchopf zu machen.

## Benachbarte Gipfel
Glänni 2017 m,  Glannachopf 2232 m,  Gross Fulfirst 2383 m,  Rosswis 2334 m, Gamsberg 2385 m,  Chapf 2043 m. 

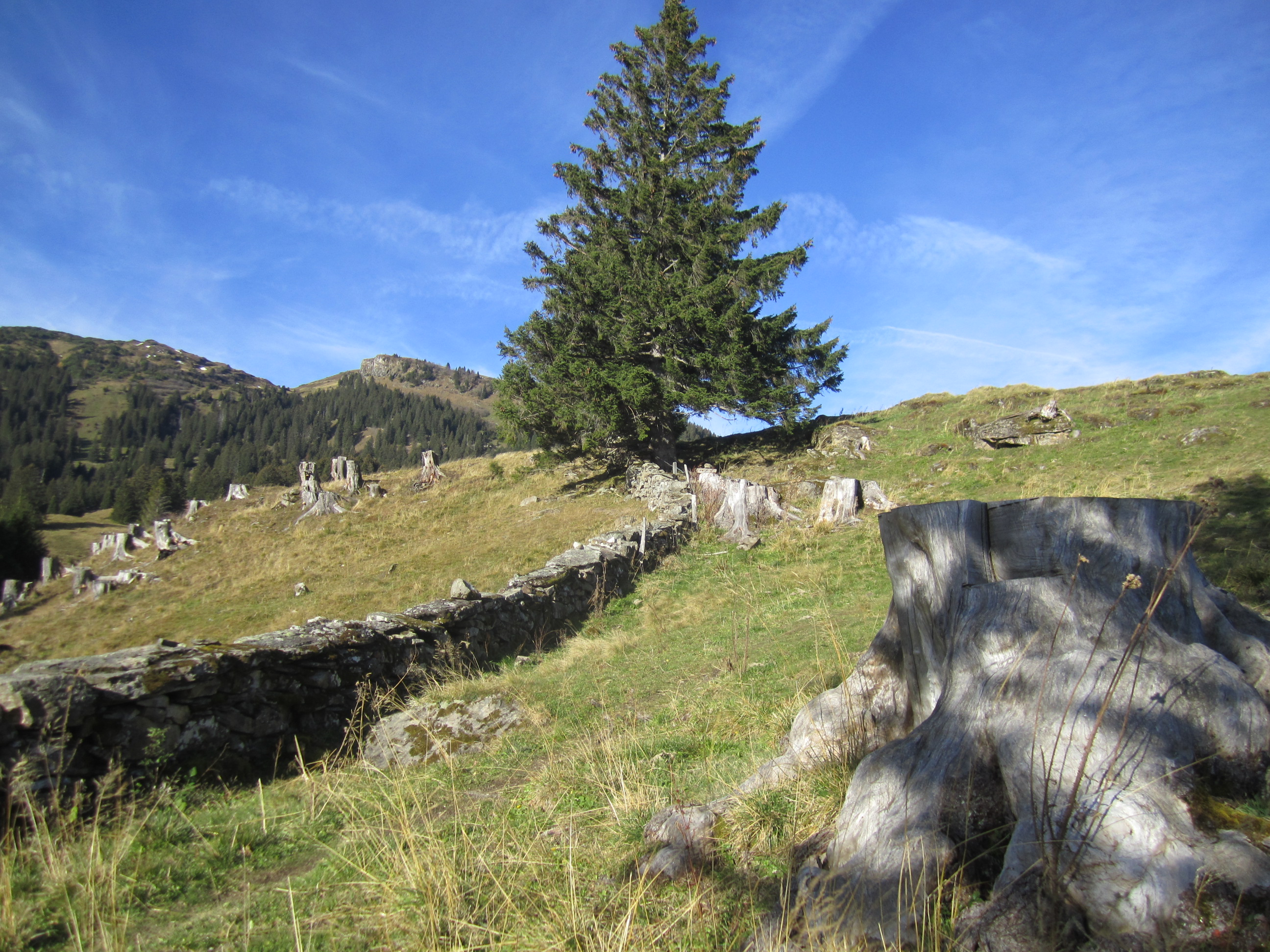
Malbun mit Margelchopf
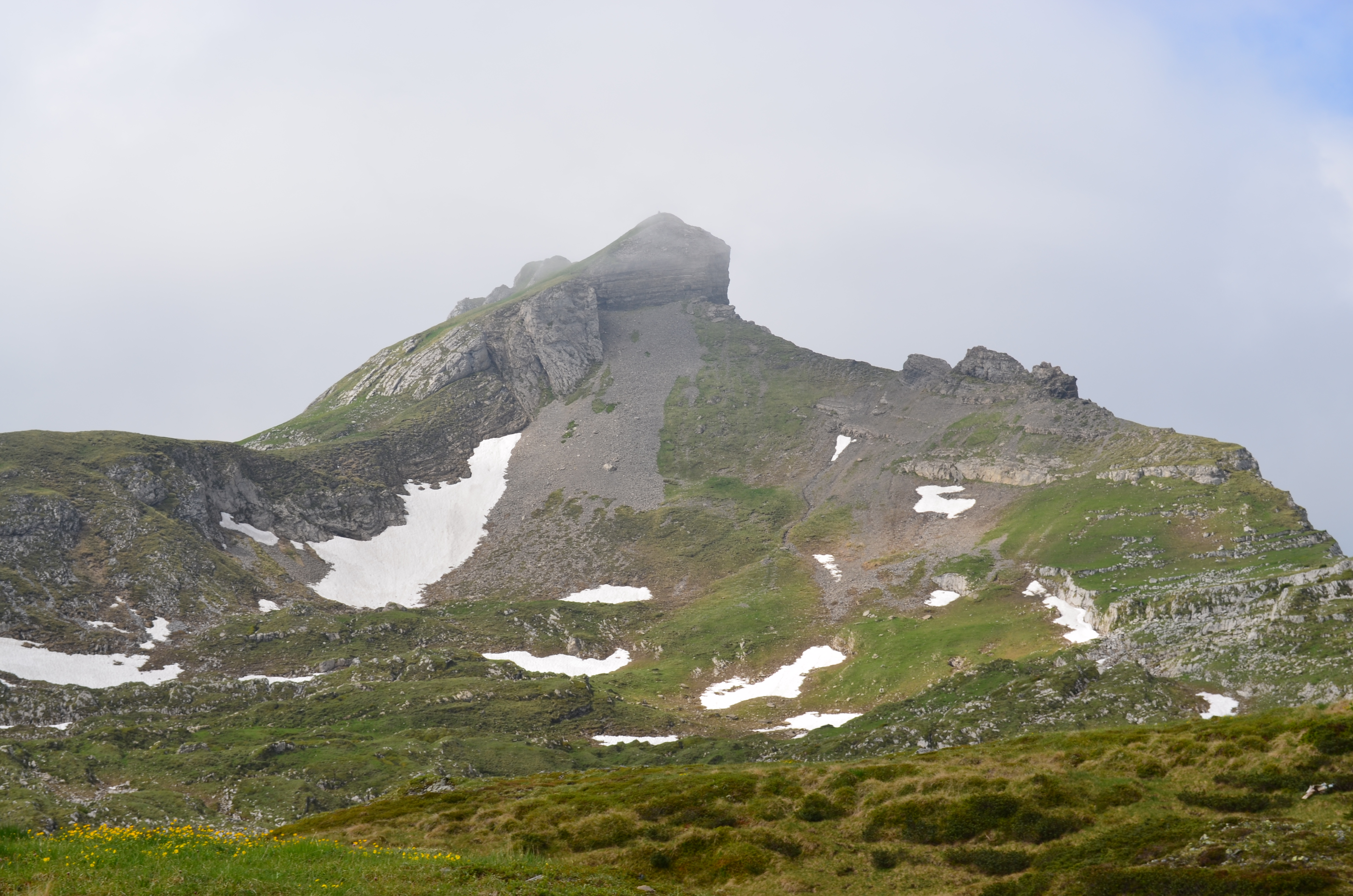
Glannachopf
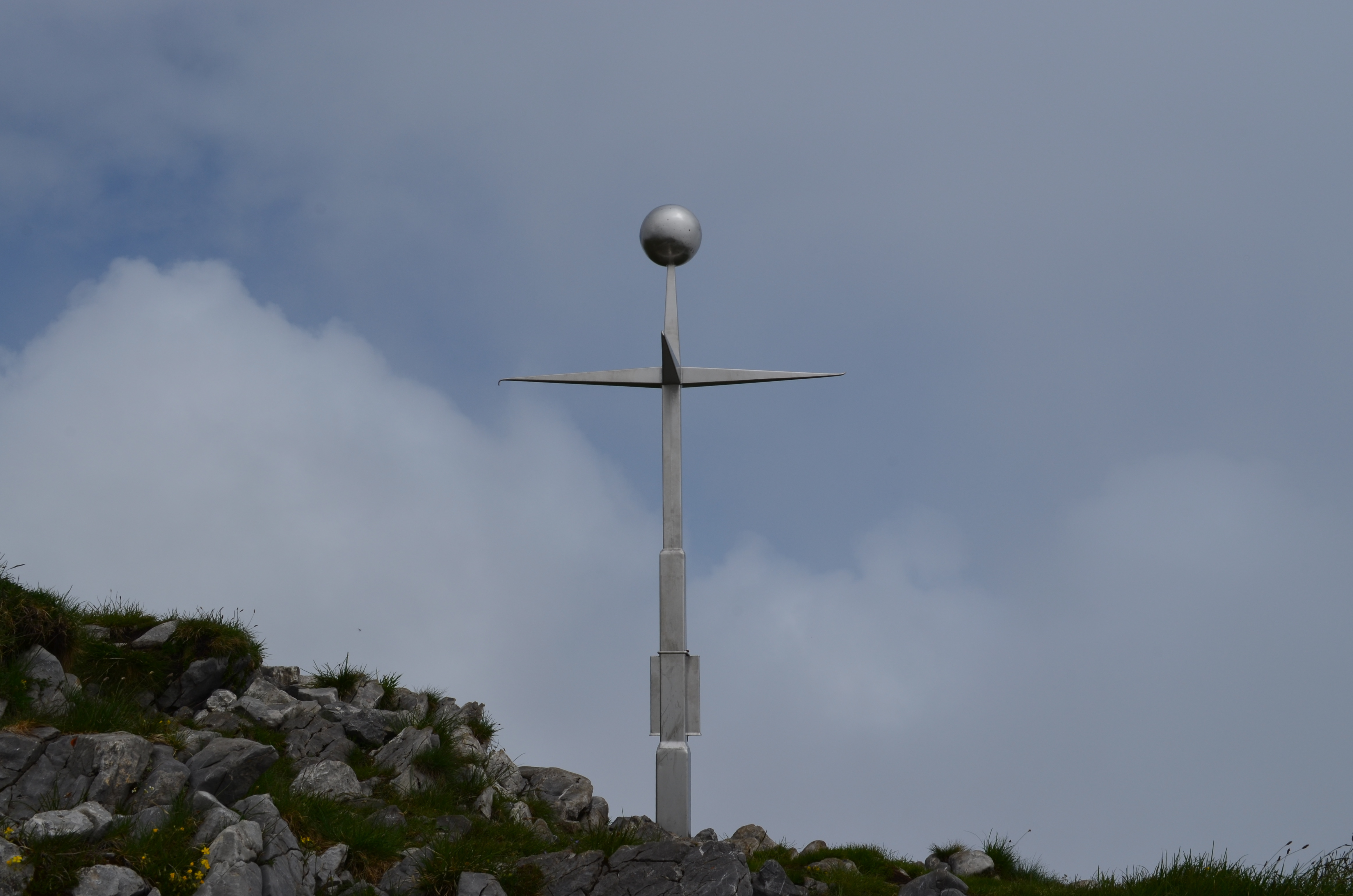
Gipfelkreuz auf dem Margelchopf

## Karten
- Landeskarte der Schweiz 1:25'000, Blatt 1135 Buchs.
- Landeskarte der Schweiz 1:50'000, Blatt 237 Walenstadt.